# Okręg wyborczy nr 44 do Senatu Rzeczypospolitej Polskiej
Okręg wyborczy nr 44 do Senatu Rzeczypospolitej Polskiej obejmuje obszar części miasta na prawach powiatu Warszawy (województwo mazowieckie) – dzielnice: Białołęka, Bielany, Śródmieście i Żoliborz. Głosują w nim również obywatele polscy przebywający za granicą. Wybierany jest w nim 1 senator na zasadzie większości względnej.
Utworzony został w 2011 na podstawie Kodeksu wyborczego. Po raz pierwszy zorganizowano w nim wybory 9 października 2011. Wcześniej obszar okręgu nr 44 należał do okręgu nr 18.
Siedzibą okręgowej komisji wyborczej jest Warszawa.

## Reprezentanci okręgu
| Rok  | Rok         | Senator                | Komitet wyborczy                           |
| ---- | ----------- | ---------------------- | ------------------------------------------ |
|      | 2011        | Barbara Borys-Damięcka | Platforma Obywatelska RP                   |
| 2015 |             | Barbara Borys-Damięcka | Platforma Obywatelska RP                   |
|      | 2019        | Kazimierz Ujazdowski   | KKW Koalicja Obywatelska PO .N iPL Zieloni |
| 2023 | Adam Bodnar |                        | KKW Koalicja Obywatelska PO .N iPL Zieloni |

## Wyniki wyborów
Symbolem „●” oznaczono senator ubiegającą się o reelekcję.

### Wybory parlamentarne 2011
| Kandydat                                                                                      | Kandydat                      | Komitet wyborczy            | Głosów  | Głosów | Głosów |
| Kandydat                                                                                      | Kandydat                      | Komitet wyborczy            | Liczba  | %      | +/–    |
| --------------------------------------------------------------------------------------------- | ----------------------------- | --------------------------- | ------- | ------ | ------ |
|                                                                                               | Barbara Borys-Damięcka ●      | Platforma Obywatelska RP    | 196 735 | 60,71  | –      |
|                                                                                               | Katarzyna Łaniewska-Błaszczak | Prawo i Sprawiedliwość      | 99 884  | 30,82  | –      |
|                                                                                               | Włodzimierz Izban             | Polskie Stronnictwo Ludowe  | 15 447  | 4,77   | –      |
|                                                                                               | Jerzy Krzekotowski            | KWW Jerzego Krzekotowskiego | 11 995  | 3,70   | –      |
| Frekwencja: 73,69% Liczba głosów ważnych: 324 061 (96,81%) Źródło: Państwowa Komisja Wyborcza |                               |                             |         |        |        |

● Barbara Borys-Damięcka reprezentowała w Senacie VII kadencji (2007–2011) okręg nr 18.

### Wybory parlamentarne 2015
| Kandydat                                                                                      | Kandydat                 | Komitet wyborczy            | Głosów  | Głosów | Głosów |
| Kandydat                                                                                      | Kandydat                 | Komitet wyborczy            | Liczba  | %      | +/–    |
| --------------------------------------------------------------------------------------------- | ------------------------ | --------------------------- | ------- | ------ | ------ |
|                                                                                               | Barbara Borys-Damięcka ● | Platforma Obywatelska RP    | 164 796 | 43,41  | –17,30 |
|                                                                                               | Anna Anders              | Prawo i Sprawiedliwość      | 154 746 | 40,76  | +12,59 |
|                                                                                               | Katarzyna Pawlak         | KWW Obywatele do Parlamentu | 60 076  | 15,83  | –      |
| Frekwencja: 75,76% Liczba głosów ważnych: 379 618 (96,39%) Źródło: Państwowa Komisja Wyborcza |                          |                             |         |        |        |

### Wybory parlamentarne 2019
| Kandydat                                                                                      | Kandydat             | Komitet wyborczy                           | Głosów  | Głosów | Głosów |
| Kandydat                                                                                      | Kandydat             | Komitet wyborczy                           | Liczba  | %      | +/–    |
| --------------------------------------------------------------------------------------------- | -------------------- | ------------------------------------------ | ------- | ------ | ------ |
|                                                                                               | Kazimierz Ujazdowski | KKW Koalicja Obywatelska PO .N iPL Zieloni | 308 627 | 55,25  | +11,84 |
|                                                                                               | Marek Rudnicki       | Prawo i Sprawiedliwość                     | 164 242 | 29,40  | –11,36 |
|                                                                                               | Cezary Kasprzak      | KWW Ruchu „Obywatele RP”                   | 85 720  | 15,35  | –      |
| Frekwencja: 84,12% Liczba głosów ważnych: 558 419 (97,82%) Źródło: Państwowa Komisja Wyborcza |                      |                                            |         |        |        |

### Wybory parlamentarne 2023
| Kandydat                                                                                      | Kandydat         | Komitet wyborczy                           | Głosów  | Głosów | Głosów |
| Kandydat                                                                                      | Kandydat         | Komitet wyborczy                           | Liczba  | %      | +/–    |
| --------------------------------------------------------------------------------------------- | ---------------- | ------------------------------------------ | ------- | ------ | ------ |
|                                                                                               | Adam Bodnar      | KKW Koalicja Obywatelska PO .N iPL Zieloni | 628 442 | 76,47  | +21,22 |
|                                                                                               | Alicja Żebrowska | Prawo i Sprawiedliwość                     | 193 356 | 23,53  | –5,87  |
| Frekwencja: 88,35% Liczba głosów ważnych: 821 798 (96,94%) Źródło: Państwowa Komisja Wyborcza |                  |                                            |         |        |        |